# Schülerlotse

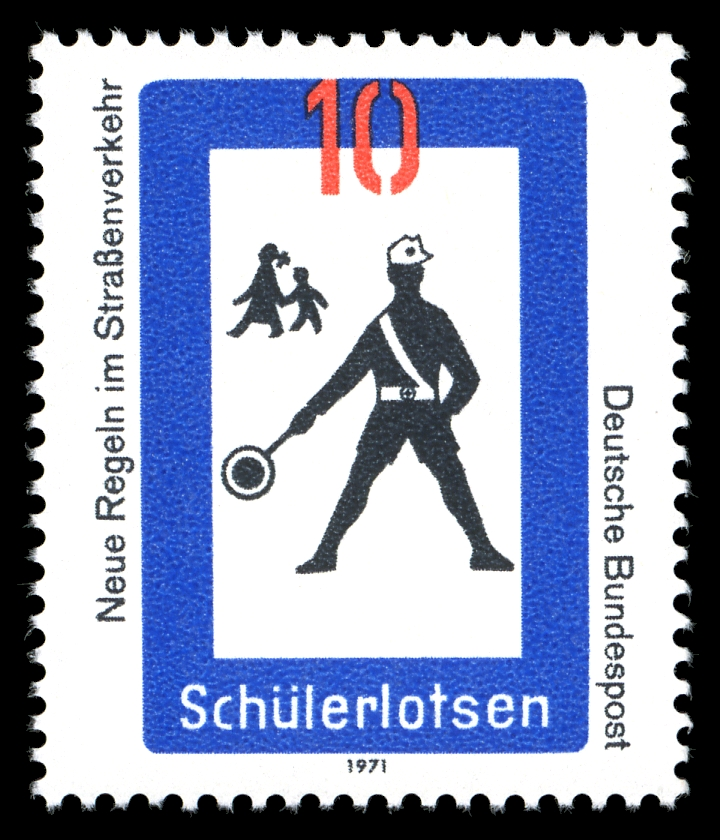
Briefmarke 1971

Ein Schülerlotse, offizielle Bezeichnung in Deutschland Verkehrshelfer, ist ein Verwaltungshelfer mit der Aufgabe, Schülern das sichere Überqueren einer Straße zu ermöglichen. Am Lotsenpunkt werden die Schüler einzeln oder in kleinen Gruppen über die Fahrbahn geleitet. Hierzu wartet der Schülerlotse eine genügend große Lücke im Verkehrsstrom ab. Er macht sich gegenüber den Verkehrsteilnehmern auch mittels seiner Schülerlotsenkelle bemerkbar.

## Begriff
Der Begriff  Lotse ist aus der Seefahrt übernommen. Wie der Lotse als erfahrener Nautiker auf dem Wasser das seiner Fürsorge anvertraute Schiff sicher durch die Untiefen und Fährnisse einer Fahrrinne oder Hafeneinfahrt geleitet, so kommt dem Lotsen als geprüftem Verkehrshelfer im Straßenverkehr die Aufgabe zu, die Mitschüler an Straßenübergängen oder beim Buseinstieg zu begleiten und vor Gefahren zu schützen. Die Hauptaufgabe besteht darin, zur Verbesserung der Verkehrssicherheit auf dem Schulweg beizutragen: „Der Schulweglotsendienst hat die Aufgabe, die Schülerinnen und Schüler öffentlicher und privater Schulen auf ihrem Schulweg vor den Gefahren des Straßenverkehrs zu schützen. Dies gilt auch für die Teilnahme an Schulveranstaltungen außerhalb des Schulgeländes.“

## Rolle
„Schülerlotsen haben gegenüber ihren Mitschülern eine herausgehobene Stellung. Sie sind besonders ausgewählt und geschult für ihre Aufgabe. Ihnen wird die Sicherheit der Schüler anvertraut.“ Dies verschafft ihnen Respekt, aber auch Neider. Ausgestattet mit einem besonderen Ausweis, herausgehoben durch die offizielle Kleidung und Ausrüstung sowie ihre Befugnis, zugunsten der Mitschüler im Verkehr der Erwachsenen tätig werden und Fußgängerströme leiten zu dürfen, verleiht ihnen vor allem bei den jüngeren Kindern ein erhöhtes Ansehen. Hinzu kommen gegebenenfalls Ehrungen für verdienstvolle Arbeit im gesellschaftlichen Engagement durch Schule und Kommune.  Dies schließt nicht aus, dass ihnen vor allem ältere Schüler und rücksichtslose Kraftfahrer bisweilen durch regelwidriges Verhalten die Erfüllung ihrer Aufgaben erschweren. Schülerlotsen brauchen entsprechend eine gute Portion Selbstbewusstsein und Durchsetzungsvermögen, sowie die Fähigkeit, auch in Stresssituationen gelassen zu bleiben, um ihrer Aufgabe gerecht werden zu können. Obwohl ihnen keine polizeilichen Rechte zukommen, sie also beispielsweise Verkehrsverstöße nicht ahnden können, sind sie angehalten, Auffälligkeiten und Fehlverhalten von Verkehrsteilnehmern in ihrem Dienstbuch festzuhalten.

## Schülerlotsen in Deutschland

### Geschichte

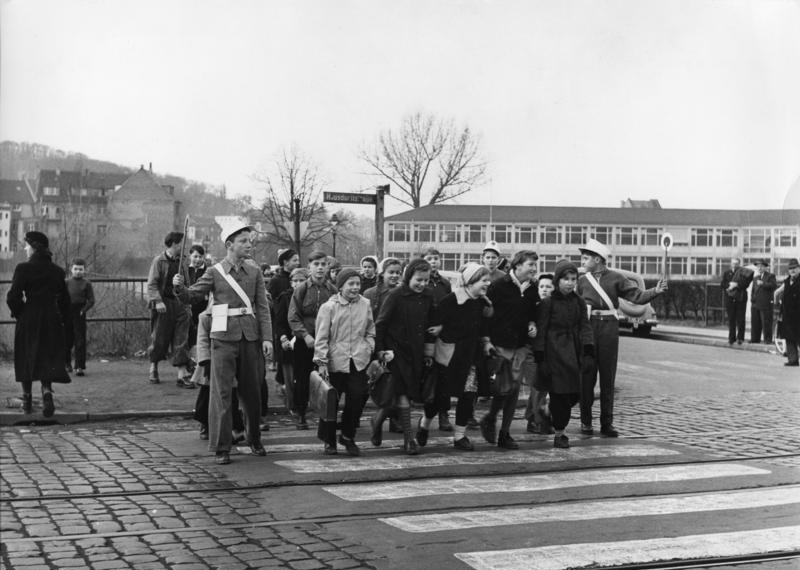
Schülerlotsen 1956 in Bonn

Am 14. Januar 1953 wurde die in den USA geborene Idee eines Schülerlotsendienstes auch in der Bundesrepublik Deutschland eingeführt. Die Einführung geht auf eine Initiative mehrerer Partner zurück, darunter auch der Deutschen Verkehrswacht (DVW). Heute liegen die Aufgaben der Weiterentwicklung des Ausbildungskonzepts und der Ausstattung der Verkehrshelfer mit Dienstkleidung allein bei der DVW. In der Lotsenausbildung engagiert sich hauptsächlich die Polizei, in die Lotsenbenennung sind maßgeblich die Schulen eingebunden. Der Verband der Automobilindustrie (VDA) unterstützt das Projekt finanziell.
Bundesweit sind derzeit rund 50.000 Menschen als Schülerlotsen tätig.

### Einsatzdetails
Schülerlotsen sind vorwiegend vor Beginn des Unterrichts, oft aber auch nach Schulschluss im Einsatz. Ihre Aufgabe erfüllen sie in jeder Jahreszeit und bei jedem Wetter.
Zur Erkennung der Schülerlotsen dienen eine Signalkelle, eine neongelbe Mütze zusammen mit einem neongelben Überwurf oder einer wetterfesten Jacke, die mit Reflektoren besetzt sind.
Schülerlotsen müssen in Deutschland mindestens dreizehn Jahre alt und in der siebten Klasse sein. In Brandenburg ist die Ausbildung bereits ab dem elften Lebensjahr und in Berlin ab der fünften Klasse möglich. Als Schülerlotsen können sich auch Erwachsene (zum Beispiel Eltern schulpflichtiger Kinder oder andere interessierte Mitbürger) melden. Erst nach einer Ausbildung und einer bestandenen Prüfung kommt ein Einsatz in Betracht.
Die Deutsche Verkehrswacht betont, dass es in über 60 Jahren Praxisbetrieb an den von Lotsen gesicherten Übergängen keinen einzigen tödlichen Verkehrsunfall gegeben habe.
Der Einsatz ist freiwillig, ehrenamtlich und unbezahlt.
Jährlich werden Schülerlotsenwettbewerbe ausgerichtet, zunächst auf Stadt- oder Kreisebene, danach auf Landesebene. Die besten der Bundesländer treffen sich zum Bundeswettbewerb der Schülerlotsen und stellen dort ihr theoretisches und praktisches Können unter Beweis. Auf Bundesebene erhalten die Teilnehmer als Dank für ihr Engagement eine Belohnung, die Sieger einen Preis.
Weitere Initiativen, die Schülern einen sicheren Schulweg ermöglichen sollen, sind beispielsweise die Aktion Pedibus, das Projekt Schulwegspiel oder das Vorhaben Fußgängerdiplom. Bei allen sind Verkehrshelfer im Einsatz.

Deutsches Verkehrszeichen Nummer 356

### Verkehrshelfer
Schülerlotsen gehören zur Gruppe der Verkehrshelfer. Auf den Einsatz von Verkehrshelfern, so die amtliche Bezeichnung in Deutschland laut StVO § 42, wird in gebührender Entfernung durch das blaue Verkehrszeichen 356 hingewiesen. Der Vorgänger, das Verkehrszeichen „Schülerlotse“ mit derselben Ordnungsziffer wurde umbenannt, damit es so als Rechtsgrundlage für eine größere Vielfalt von engagierten Helfern im Straßenverkehr dienen kann. Als Verkehrshelfer werden neben Schülerlotsen auch Schulweghelfer, Schulbuslotsen und Schulbusbegleiter, sowie Verkehrskadetten bezeichnet.

## Schülerlotsen in Österreich

### Geschichte
In Österreich wurden Schülerlotsen erstmals am 13. November 1964 vor einer Schule im Salzburger Stadtteil Lehen mit der der Bezeichnung "Nothelfer" eingesetzt. 50 Jahre später wurden im Laufe der Zeit etwa 3000 Schüler als Schülerlotsen eingesetzt.
2017 arbeiteten in Oberösterreich Asylwerber als Schulwegpolizisten. Der zuständige Verkehrslandesrat Günther Steinkellner von der FPÖ verordnete, dass ein B-Führerschein Bedingung für diesen Dienst ist. Der Verfassungsdienst des Landes stellte Anfang Oktober 2017 fest, dass diese Verordnung nicht für Gemeindestraßen gilt; hier kann der jeweilige Bürgermeister festlegen, ob ein Führerschein verlangt wird oder nicht; Asylwerber haben meist keinen Führerschein.

### Unterscheidung Schülerlotse und Schulwegpolizist
Aus rechtlicher Sicht ist bei der Schulwegsicherung zwischen der Schulwegpolizei und Schülerlotsen zu unterscheiden.
- Schülerlotsen: sind Schüler. Sie dürfen den Verkehr nicht anhalten, sondern geben den Fahrzeuglenkern durch ein deutliches  Zeichen zu erkennen, dass Kinder am Schutzweg die Fahrbahn queren wollen.
- Schulwegpolizisten: sind erwachsene Freiwillige oder Zivildienstleistende. Sie dürfen den Verkehr anhalten und die Fahrzeuglenker haben dieser Anweisung Folge zu leisten.[11][12]

Die Schule, die Schülerlotsen oder Schulwegpolizisten einsetzt, muss der zuständigen Bildungsdirektion die Daten der sichernden Personen melden, damit eine Unfall- und Haftpflichtversicherung während der Sicherungstätigkeit gewährleistet ist. Die Prämien dafür bezahlt das jeweilige  Bundesland. Um Schulwegpolizist oder Schülerlotse zu werden, muss die Person nach einer ärztlichen Untersuchung für "verlässlich" befunden werden, schließlich müssen sie zu den vorgegebenen Terminen vor Ort sein, und muss am Ort der Schulwegsicherung eingeschult werden.

### Einsatzdetails
Die Schulwegsicherung wird trotz vieler Bemühungen Freiwillige zu finden zum überwiegenden Teil von der Polizei durchgeführt, wo dies nicht der Fall ist, werden Zivildienstleistende sowie Freiwillige und im Burgenland in den Jahren 2016 bis 2020 zusätzlich auch Sicherheitspartner als Schulwegpolizisten eingesetzt. Sie sind mit einer reflektierenden gelben Jacke oder einem gelb- oder orangefarbenen Mantel (bei Zivildienstleistenden mit der Aufschrift "POLIZEI ZIVILDIENST") sowie einer Signalkelle ausgerüstet und einem Ausweis ausgestattet.

## Schülerlotsen in anderen Ländern
In Großbritannien werden Schülerlotsen als „Lollipop-Man/Lady“ bezeichnet, da sie ein mannshohes Stoppschild in der Hand halten, das wie ein riesiger Dauerlutscher (engl. lollipop) aussieht. Sowohl ihre Uniform als auch das Schild sind überwiegend in gelber Leuchtfarbe mit weißen Reflektorenstreifen gehalten, was den optischen Eindruck verstärkt. In Großbritannien sind Schülerlotsen häufig verbalen und physischen Attacken durch Autofahrer ausgesetzt. Im Jahr 2007 wurden über 1400 solcher Fälle gemeldet.
In den Vereinigten Staaten, wo die Mehrzahl der Schüler den Schulbus benutzt, werden an den Grundschulen und Middle Schools Hall monitors und Safety patrolers (freiwillige Schüler der oberen Klassenstufen) eingesetzt, um bei Schulbeginn und bei Schulschluss auf den Schulfluren Aufsicht zu führen sowie die fünfjährigen Kindergardeners sicher zu ihren Unterrichtsräumen bzw. Bussen zu führen. Straßenübergänge im unmittelbaren Schulbereich werden in den USA durch Absenkung der erlaubten Höchstgeschwindigkeit gesichert (in New York z. B. 25 mph, etwa 40 km/h). Morgens und nachmittags werden dort zusätzlich erwachsene Lotsen (Crossing guards) eingesetzt.
In Japan hilft eine Frau namens "Grüne Tante"(緑のおばさん(midori-no-obasan)) in der Nähe der Schule Kindern beim Überqueren von Kreuzungen mit starkem Verkehr. Sie unterscheidet sich erkennbar von einer japanischen Polizistin, deren Uniform schwarz ist, und signalisiert von Hand, wenn die Ampel nicht installiert oder defekt ist.